# Kateřina Siniaková
Kateřina Siniaková (phát âm tiếng Séc: [katɛˈr̝ɪna sɪˈɲakovaː];  sinh ngày 10 tháng 5 năm 1996) là một vận động viên quần vợt chuyên nghiệp người Cộng hòa Séc.
Cô đã giành 7 danh hiệu Grand Slam ở nội dung đôi nữ, cùng với tay vợt đồng hương Barbora Krejčíková, và đã hoàn thành Super Slam sự nghiệp trong sự nghiệp. Cô trở thành tay vợt số 1 thế giới lần đầu tiên vào tháng 10 năm 2018, và đã giữ vị trí đó trong tổng cộng 94 tuần, tổng số tuần cao thứ 8 kể từ khi bảng xếp hạng đôi WTA bắt đầu. Siniaková đã giành 22 danh hiệu đôi ở WTA Tour, trong đó có WTA Finals 2021 và ba danh hiệu tại cấp độ WTA 1000.
Ở nội dung đơn, Siniaková có thứ hạng cao nhất là vị trí số 31 thế giới vào tháng 10 năm 2018, và đã giành 4 danh hiệu WTA, tại Shenzhen Open và Swedish Open vào năm 2017, Slovenia Open vào năm 2022, và Bad Homburg Open vào năm 2023. Thành tích tốt nhất của cô ở Grand Slam là tại Giải quần vợt Pháp Mở rộng 2019, nơi cô vào vòng 4; cô cũng vào vòng ba tại 7 giải Grand Slam khác.
Siniaková là thành viên của đội tuyển Cộng hòa Séc vô địch Fed Cup 2018, và giành huy chương vàng tại nội dung đôi nữ ở Thế vận hội Tokyo 2020 cùng với Krejčíková.